# Продолговатый альцихт
Продолговатый альцихт, или красный бычок (лат. Alcichthys elongatus), — вид морских лучепёрых рыб семейства рогатковых. Единственный вид рода Alcichthys, обитающий в северо-западной части Тихого океана.

## Таксономия
Alcichthys был впервые предложен как род в 1904 году американскими ихтиологами Дэвидом Старром Джорданом и Эдвином Чапином Старксом, причем его единственным видом был Centridermichthys alcicornis, обозначенный как его типовой вид . C. alcicornis был описан в 1890 году русским зоологом Соломоном Герценштейном с типовым местоположение, указанным как Токио, но в настоящее время считается младшим синонимом Centridermichthys elongatus, который был описан австрийским ихтиологом Францем Штайндахнером в 1881 году из Японского моря. 5-е издание «Рыб мира» относит род Alcichthys к подсемейству Cottinae семейства Cottidae, однако другие авторы относят этот род к подсемейству Psychrolutinae семейства Psychrolutidae.

## Этимология
Alcichthys представляет собой комбинацию слова alce, от alcicornis, которое было видовым названием типового вида и которое означает «рог лося», что, как предполагается, связано с широким, плоским и многоконечным шипом предкрышечной крышки, похожим на рога лося, с ichthys, по-гречески «рыба». Видовое название «elongatus» было дано потому, что Штайндахнер описал его тело как «сильно растянутое», в отличие от Bero elegans, которого он описал в той же статье.

## Распространение и среда обитания
Это морская бореальная рыба, известная из северо-западной части Тихого океана, включая Охотское море и Японию. Он обитает на глубине от 15 до 269 м и населяет скалистые рифы.

## Биология
Максимальная длина тела 44 см, обычно до 31,5 см. Максимальный зарегистрированный вес составляет 1 кг.
A. elongatus собирается в скопления зимой. Сообщается, что в Российской Федерации сезон нереста приходится на период с апреля по июнь. На него охотятся тихоокеанская треска, бычок-ворон и японский терпуг. Сам он питается костистыми рыбами, такими как японский анчоус и перуанская сардина, крабами, такими как четырёхугольный волосатый краб, Oregonia gracilis и Majoidea, эвфаузиевыми, такими как Euphausia pacifica, а также головоногими моллюсками, полихетами и падалью.

## Угрозы и охрана
Alcichthys elongatus широко распространен в своем регионе, а для него отсутствуют известные угрозы, за исключением редких случаев, когда он попадает в жаберные сети, в настоящее время в красном списке МСОП этот вид указан как вид под наименьшей угрозой.